# Man Down (album)
Pour les articles homonymes, voir Man Down.
Albums de Ice Cube
Snoop Cube 40 $hort
(2022)
Singles
1. It's My Ego
Sortie : 18 octobre 2024
2. Ego Maniacs
Sortie : 8 novembre 2024
3. So Sensitive
Sortie : 15 novembre 2024

Man Down est le onzième album studio du rappeur américain Ice Cube sorti en 2024. Il s'agit de son premier projet solo depuis Everythang's Corrupt sorti en 2018.

## Liste des titres
| 1.    | Rollin' at Twilight                                                   | - O'Shea Jackson - Joshua Cross - Cassius Jay - Elon Deondre Brown                                         | - Jay - E. Brown                            | 2:57 |
| 2.    | It's My Ego                                                           | - Jackson - Shon Adams                                                                                     | The Almighty E-A-Ski                        | 3:46 |
| 3.    | So Sensitive                                                          | - Jackson - Tristan Jones                                                                                  | T-Mix                                       | 2:48 |
| 4.    | She's Sanctified (feat. Snoop Dogg, E-40, Too Short & October London) | - Jackson - Calvin Broadus - Earl Stevens - Todd Shaw - Jared Erskine - Jones - Marvin Gaye - Gordon Banks | T-Mix                                       | 4:17 |
| 5.    | Not Like Them                                                         | - Jackson - Dominick Lamb - Lawrence Black - Kevin Kendrick                                                | Nottz                                       | 3:40 |
| 6.    | 5150                                                                  | - Jackson - Davon Phillips                                                                                 | - Davon - BiggVon                           | 3:45 |
| 7.    | No Cap (feat. K-Major, IshaDon & Mike Epps)                           | - Jackson - Kendricke Brown - Isha Murray - Mike Epps - Xavier Dotson                                      | Zaytoven                                    | 2:52 |
| 8.    | 3 Lil Piggies                                                         | - Jackson - Henry Williamson                                                                               | Policy Kings                                | 1:53 |
| 9.    | Ghetto Story                                                          | - Jackson - Jones                                                                                          | T-Mix                                       | 3:08 |
| 10.   | Facts (feat. J-Dee)                                                   | - Jackson - Desean Cooper - Arcale Turner                                                                  | Decadez                                     | 2:40 |
| 11.   | Fighting for My Life in Paradise (feat. Kurupt)                       | - Jackson - Ricardo Brown - Angela Winbush                                                                 | David Banner                                | 2:58 |
| 12.   | Let's Get Money Together (featuring B-Real)                           | - Jackson - Louis Freese - Turner                                                                          | Decadez                                     | 3:00 |
| 13.   | I'mma Burn Rubber                                                     | - Jackson - Turner                                                                                         | Decadez                                     | 3:23 |
| 14.   | Especially You                                                        | - Jackson - Gerald C. Collins Jr.                                                                          | Ice Cube                                    | 3:31 |
| 15.   | Break the Mirror (featuring Xzibit)                                   | - Jackson - Alvin Joiner - Samuel Elliot                                                                   | - Davon - Samuel                            | 3:06 |
| 16.   | Talkin' Bout These Rappers                                            | - Jackson - Jonathan Smith                                                                                 | - Lil' Jon (crédité Jonathan) - Young Slade | 4:03 |
| 17.   | Scary Movie                                                           | | Hallway Productionz                         | 2:50 |
| 18.   | Take Me to Your Leader                                                | - Jackson - David Banner                                                                                   | David Banner                                | 3:09 |
| 19.   | Ego Maniacs (feat. Killer Mike & Busta Rhymes)                        | - Jackson - Michael Render - Trevor G. Smith Jr. - Adams                                                   | The Almighty E-A-Ski                        | 3:38 |
| 61:24 |                                                                       | |                                             |      |

## Samples
Sources : WhoSampled
- It's My Ego contient un sample de Love and Happiness d'Al Green.
- Especially You contient un sample de Al-Naafiysh (The Soul) (A-Side) de Hashim.
- Not Like Them contient un sample de Attack Me With Your Love de Cameo.
- Fighting for My Life in Paradise contient des samples de Ménage À Trois d'Angela Winbush, de Mafia Niggaz de Three 6 Mafia et de Get Up Offa That Thing de James Brown.
- She's Sanctified contient un sample de Sanctified de Marvin Gaye.

## Classements hebdomadaires
| Pays et classement (2024)           | Meilleure position |
| ----------------------------------- | ------------------ |
| Royaume-Uni (R&B Albums)            | 21                 |
| États-Unis (Billboard 200)          | 48                 |
| États-Unis (Top R&B/Hip-Hop Albums) | 12                 |
| États-Unis (Top Rap Albums)         | 8                  |
| États-Unis (Independent Albums)     | 8                  |